# Uebelinia
Uebelinia é um género botânico pertencente à família Caryophyllaceae.